# Claire Karm
Pour les articles homonymes, voir Karm.
Ne doit pas être confondu avec Claire Keim.
Claire Karm est une poétesse française née le 8 juillet 1958 à Toulon, écrivant en français et en créole de la poésie, des romans, de la littérature pour la jeunesse et des nouvelles.

## Biographie
Elle est née à Toulon en 1958,. De par son grand-père et de sa mère, Claire Karm est originaire de Salazie et de Saint-André, à La Réunion. Elle arrive à La Réunion à l'âge de 12 ans. Elle est élève au collège, puis au lycée de Saint-Benoît, et fait une licence de Lettres Modernes à l’Université de La Réunion, puis s'oriente vers l'enseignement. Finalement elle passe un Capes de documentation.
Elle devient documentaliste à partir de 1993, tout en se consacrant à l'écriture en français et en créole, bien que le créole ne soit pas sa langue natale. Elle rejoint l'Association des écrivains réunionnais en 1990 et collabore à différentes revues. Elle publie notamment plusieurs recueils de poèmes relatifs à La Réunion, Au danseur de feu en 1983, Rue d'Après en 1992, un recueil de nouvelles Nine en 2001, de la littérature pour la jeunesse Fées et gestes des fleurs en 2006 (des contes illustrés par Ann-Marie Valencia), et des romans, Mouramour et Montreurs, réunis en un recueil de récit diffusé en 2007, Monstres,. Elle rejoint l'Association des écrivains réunionnais en 1990.